# Agustí Urgellès Artiga
Agustí Urgellès Artiga (Reus, 1885 - Vic mitjans del segle xx) va ser un pintor i dibuixant català.
Fill d'Antoni Urgellès Gasull, teixidor d'ofici, i de Teresa Artiga Salvadó, tots dos de Reus, quan tenia 8 anys es va traslladar amb la seva família a Vic. Josep Olesti Trilles, que ha publicat un diccionari biogràfic de reusencs, diu que els vigatans consideren com a propi aquest pintor, perquè la seva formació va ser en aquella ciutat i va morir allí. Amb deu anys va mostrar la seva afició pel dibuix i la pintura i en va seguir uns cursos a l'escola municipal de Vic, on va estudiar sota el mestratge de Manuel Puig Genís, que acabava de tornar de Roma, i d'Eudald Brunet, director de l'escola i pare de l'escriptor i periodista Manuel Brunet. La seva habilitat artística el portà a Barcelona el 1905, a l'Escola de Llotja. Per a complir amb el servei militar va ingressar al cos d'enginyers a Madrid, cosa que li va permetre estudiar els grans mestres en els museus. Retornat a Barcelona, va fer estudis de decoració i escenografia. El seu esperit aventurer el va portar a Mèxic el 1909, on es va dedicar al dibuix. D'aquesta època daten els dibuixos i vinyetes que publicà a la Revista Comercial de Mèxic. Als inicis de la Revolució Mexicana va marxar a San Francisco, a Califòrnia. Després de la Gran Guerra del 1914-1918 es va establir a Chicago, on va treballar en una empresa editorial com a dibuixant i il·lustrador, i es dedicà a la pintura i a la publicitat en el seu estudi de dibuix i pintura publicitària. Allà es va casar amb la també artista Ariel Brown. El 1926 va realitzar uns grans plafons decoratius al Banc de l'Estat d'Illinois, a Chicago, amb temes al·legòrics a l'agricultura, la ciència, la indústria, les arts i el comerç, que es considera una de les seves obres més personals. Per motius de salud va anar a viure a Tucson (Arizona), un indret més càlid, on va obrir una escola de dibuix i pintura. Després de quatre anys va tornar a Vic, ja que la seva salut no era bona. Aquest retorn no li va permetre de portar a terme un encàrrec del bisbe de Tucson, que havia iniciat, i que representava la penetració de l'església en aquell país, des de la predicació dels primers missioners fins als darrers actes episcopals. A Vic va exposar diverses vegades els seus dibuixos, pintures i cartells publicitaris, especialment a la Sala Bigas.
Segons el Diccionari d'artistes vigatans l'obra artística d'Urgellès la marca el seu realisme estilitzat i geomètricament lleuger, i es manifesta contínuament en els seus cartells publicitaris, dibuixos i teles. També diu que va adquirir certa fama pintant cases senyorials i esglésies de Barcelona.